# Elvio Matè
Elvio Matè (Fermo, 22 novembre 1921 – Fermo, 8 febbraio 1995) è stato un allenatore di calcio, dirigente sportivo e calciatore italiano.

## Carriera

### Calciatore
Cresciuto nella Fermana, viene prestato alla Pro Sesto per la Coppa Alta Italia 1946 dove gioca due partite, nel 1947 approda al Padova dove gioca otto stagioni tra Serie A e Serie B per un totale di 230 partite. Debutta nel settembre del 1947 in Padova-Pro Gorizia (4-1) in Serie B. L'ultima apparizione è datata 12 giugno 1955 in Padova-Legnano (3-0).
In carriera ha totalizzato complessivamente 126 presenze in massima serie, con una rete all'attivo in occasione della sconfitta esterna con la Lucchese del 13 maggio 1951, e 114 presenze e 5 reti in Serie B, ottenendo due promozioni in massima serie (stagioni 1947-1948 e 1954-1955).

### Allenatore e dirigente
Da allenatore ha guidato il Padova, il Venezia e l'Adriese.
Con Aurelio Scagnellato fu responsabile del settore giovanile del Calcio Padova. Successivamente divenne vice-allenatore del Calcio Padova.
Scompare l’8 febbraio 1995, a 73 anni. 
A lui è dedicato il “Memorial Elvio Matè”, torneo di calcio giovanile che si tiene a Fermo.

## Palmarès

### Giocatore

#### Competizioni nazionali
- Serie B: 1

Padova: 1947-1948